# Загреб-фильм
Загреб-фильм (хорв. Zagreb film) — югославская и хорватская киностудия, основанная в 1953 году в Загребе как студия мультипликационных фильмов. На студии создано около 600 мультфильмов, 14 художественных фильмов, около 600 документальных фильмов, 800 рекламных роликов и 600 образовательных фильмов. Фильмы получили около 400 наград, в том числе премию «Оскар» за мультфильм «Суррогат» (1962).
С 1957 года художественным руководителем студии был Владимир Попович.

С середины 1950-х годов загребская школа мультипликации провозгласила отказ от коммерческого и развлекательного анимализма диснеевской школы, от канонов литературной мультипликации, благодаря чему получила мировую славу. Художники-мультипликаторы, работавшие на студии, любили экспериментировать с мультипликацией, упрощая её до предела, отвергая перспективы и объёмности, и заменяя её на плоское пространство или совмещая разные техники, например, рисованную мультипликацию с кукольной или живыми съёмками.
На студии стажировался советский художник-мультипликатор Анатолий Петров.

## Известные мультфильмы
- Любовь в кино (хорв. Ljubav na filmu, 1961) — режиссёр Иво Врбанич
- Суррогат (хорв. Surogat, англ. The Erzatz, 1962) — режиссёр Душан Вукотич
- Профессор Бальтазар (хорв. Profesor Baltazar, англ. Professor Balthazar, сериал) — режиссёр Златко Гргич
- Инспектор Маска (хорв. Inspektor Maska, англ. Inspector Mask, сериал)